# 甲酸铯
甲酸铯是一种无机化合物，化学式为HCOOCs。它是一种极易溶于水的白色粉末，其溶液呈碱性。甲酸铯存在一水合物和无水物。

## 物理性质
甲酸铯极易潮解，其水溶液无色透明，浓的溶液密度很大，可达2.2g/cm3。

## 化学性质
一水合甲酸铯受热，在36～46℃发生相变，90～260℃脱水，得到无水物。263℃左右开始熔融并逐渐分解，产生碳酸铯、草酸铯、一氧化碳、氢气等物，在600℃完全分解，产物是碳酸铯。
而无水甲酸铯在260～500℃分解，产生碳酸铯。

## 用途
甲酸铯可用于石油勘探的钻井液。

## 相关重质溶液
- 钨酸铯溶液
- 甲酸铊(I)溶液
- 乙酸铊(I)溶液